# Distorsione armonica totale
La distorsione armonica totale (in inglese total harmonic distortion, da cui l'acronimo THD) è un parametro che informa della distorsione che un dispositivo introduce nei segnali elettrici che lo attraversano.

## Descrizione
In generale, un segnale che attraversa un qualunque dispositivo elettronico può subire un'alterazione del suo contenuto in frequenza; il segnale in uscita al dispositivo potrà quindi risultare alterato rispetto al segnale in ingresso e presentare della distorsione.
La maggioranza delle persone avverte con difficoltà suoni provenienti da amplificatori audio aventi una distorsione totale inferiore al 5%, purché la distorsione di terza armonica non risulti superiore a 2%.
Ai tempi della stesura dalle norme DIN fu stabilito che gli amplificatori Hi-Fi dovessero essere caratterizzati da un valore di THD inferiore all'1% in corrispondenza della potenza dichiarata.
È buona norma che il valore di THD caratteristico di una specifica apparecchiatura elettronica venga dichiarato sui datasheet e sui manuali d'uso dell'apparecchiatura stessa.
Gli amplificatori per P.A. (per concerti e discoteche) moderni raggiungono normalmente valori di distorsione armonica 10 volte inferiori a quanto prescritto dalle norme DIN.
Gli amplificatori per l'alta fedeltà di grande pregio hanno sempre più spesso distorsioni armoniche 100 volte inferiori a quanto stabilito dalle norme DIN.